# أرسي (خوي)
أرسي هي قرية في مقاطعة خوي، إيران. يقدر عدد سكانها بـ 28 نسمة بحسب إحصاء 2016.